# Seraphina (Vorname)
Seraphina ist ein weiblicher Vorname.

## Herkunft und Bedeutung
Beim Namen Seraphina handelt es sich um eine latinisierte Form von Seraphim, hebräisch שְׂרָפִים śərāp̄im, dem Plural von שָׂרָף śārāp̄, was auf die Wurzeln שׂרף śrp̄ zurückgeht und „Brennender“, „Glühender“ bedeutet.
Im Alten Testament bezeichnen Seraphim in erster Linie mythische Schlangen. Lediglich in Jes 6  werden sechsflügliche Engel als Seraphim bezeichnet.

## Verbreitung
Der Name Seraphina ist international nicht sehr verbreitet.
In seiner Variante Serafina kommt er vor allem in Italien, aber auch in Spanien, Portugal, Rumänien und der Schweiz vor.
In Spanien war der Name zu Beginn des 20. Jahrhunderts mäßig beliebt. Im Jahr 1920 belegte er Rang 216 der Vornamenscharts. In den 1950er Jahren verließ er die Top 500 der Vornamenscharts.
Zwischen 2010 und 2021 wurde der Name in Deutschland etwa 1000 Mal vergeben, dabei fanden die Varianten Seraphina und Serafina etwa gleichhäufig Verwendung.

## Varianten
Während es sich bei Saraf bzw. Saraph, hebräisch שָׂרָף śārāp̄, um einen mit Seraphina verwandten, männlichen Namen handelt, besteht beim Frauennamen Sarafina keine Verbindung zu Seraphina.

### Weibliche Varianten
- Deutsch: Serafina, Serafine, Seraphine
- Englisch
  - Diminutiv: Sera
- Französisch: Séraphine
- Italienisch: Serafina
  - Diminutiv: Fina
- Polnisch: Serafina
- Portugiesisch: Serafina
- Russisch: Серафима Serafima
- Spanisch: Serafina
  - Diminutiv: Fina

### Männliche Varianten
- Bulgarisch: Серафим Serafim
- Deutsch: Serafin, Seraphin
- Englisch: Seraphim
- Französisch: Séraphin
- Griechisch: Σεραφείμ Seraphim
  - Altgriechisch: Σεραφείμ Serapheím
- Italienisch: Serafino
  - Latein: Seraphinus
- Mazedonisch: Серафим Serafim
- Polnisch: Serafin
- Portugiesisch: Serafim
- Russisch: Серафим Serafim

## Namenstag
Der Namenstag von Seraphina wird nach der heiligen Fina am 12. März gefeiert.

## Namensträgerinnen

### Seraphina
- Seraphina Asuamah-Kofoh (* 1999), deutsche Basketballspielerin
- Seraphina Kalze (* 1983), deutsche TV-Moderatorin und Sängerin
- Seraphina Lenz (* 1963), deutsche Künstlerin
- Seraphina Sforza (1434–1478), italienische Adelige und Nonne

### Serafina
- Serafina Akeli (* 1978), samoanische Speerwerferin
- Serafina Bellantone (1917–2000), US-amerikanische Sängerin und Schauspielerin
- Serafina Cuomo (* 1966), italienische Mathematik- und Wissenschaftshistorikerin
- Serafina Dávalos (1883–1957), erste Rechtsanwältin und erste bekannte Frauenrechtlerin in Paraguay
- Serafina Núñez (1913–2006), kubanische Lehrerin und Schriftstellerin
- Maria Serafina del Sacro Cuore (1849–1911), italienische Nonne und Gründerin des Instituts der Suore degli Angeli
- Lodovica Serafina Comello (* 1990), italienische Schauspielerin, Sängerin und Tänzerin

### Seraphine, Serafine
- Serafine Détschy (1853–1927), österreichische Theaterschauspielerin, Rhetoriklehrerin und Schriftstellerin
- Seraphine DeYoung (* 1989), US-amerikanische Schauspielerin
- Seraphine Geiser (* 1995), Schweizer Unihockeyspielerin
- Séraphine Louis (1864–1942), französische Malerin
- Seraphine Nyauma (* 1965), kenianische Speerwerferin